# Markowicze
Markowicze is een plaats in het Poolse district  Biłgorajski, woiwodschap Lublin. De plaats maakt deel uit van de gemeente Księżpol en telt 258 inwoners.